# Ціацан
Ціацан (вірм. Ծիածան, українською — веселка) — село в марзі Армавір, на заході Вірменії. Село розташоване на правому березі річки Касах, за 4 км на північний захід від міста Вагаршапат, за 1 км на північний схід від села Овтамеч за 5 км на південь від села Дохс та за 6 км на південний схід від села Агавнатун.